# Joan As Police Woman
Joan Wasser, más conocida por su nombre artístico Joan As Police Woman (Biddeford, condado de York, Maine, 26 de julio de 1970), es una cantautora y productora estadounidense. Comenzó su carrera tocando el violín con los Dambuilders y tocó con Black Beetle, Anthony and the Johnsons, y Those Bastard Souls. Desde 2004 ha publicado su material en solitario como Joan As Police Woman. A lo largo de su carrera, ha colaborado regularmente con otros artistas como autora, intérprete y arreglista.

## Biografía

### Comienzos
Nacida en el Hospicio de Saint Andre, en Biddeford, Maine, de una madre adolescente soltera, Wasser fue dada en adopción en la infancia. Fue criada en Norwalk, Connecticut, con su hermano adoptivo Dan, que es artista visual. Ella atribuye a su origen como hija adoptiva su "muy extrovertida" personalidad y su pasión por la vestimenta. Explicó que "cuando estás en una situación en la que no estás relacionado de sangre con tu familia, se hace obvio que uno nace con su propia personalidad".
Wasser comenzó a tomar lecciones de piano a la edad de seis años y tuvo sus primeras lecciones de violín a la edad de ocho años. Tocó el violín en la escuela y en orquestas de la comunidad antes de salir de Norwalk para sus estudios universitarios. A la edad de 18 años, Wasser comenzó su carrera musical durante sus estudios en la escuela superior de Bellas Artes de la Universidad de Boston, donde fue una de las primeras clasificadas en la admisión de estudiantes de su curso. Estudió música, entre otros, con Yuri Mazurkevich y tocó con la Boston University Symphony Orchestra. Wasser pronto se desilusionó y se encontró con que ella "no quería hacer de la música clásica mi vida, las sinfonías de Beethoven ya se han tocado un millón de veces y no voy a hacerlo mejor". En su lugar se unió a diversas bandas locales de punk tratando de "salvar la brecha entre la guitarra y el bajo y tocar el violín realmente fuerte."

### The Dambuilders
En 1991, Wasser se unió a la Dambuilders que firmó con Elektra Records en 1994. Wasser intervino en tres álbumes como violinista. La banda tocó una serie de shows en la Costa Este y encontró admiradores como Colin Greenwood de Radiohead. En el escenario, Wasser consiguió destacar con "trajes brillantes y pelo teñido, a menudo el pelo con rastas". En 1995, la banda apareció en Lollapalooza después del lanzamiento del álbum Rojo Rubí. Wasser aumentó su papel dentro de la banda, tocando también la guitarra y el teclado, cantando, así como coescribiendo varias canciones que se encuentran en el álbum Against the Stars.
Wasser comenzó a hacerse un nombre por sí misma en el indie rock durante su tiempo en The Dambuilders así como desarrollando su agresivo estilo de tocar, lo que la llevó a trabajar fuera del grupo. Wasser se mudó a Brooklyn, Nueva York, en 1996, mientras que The Dambuilders se disolvió en octubre de 1997.

### Black Beetle
En mayo de 1997, su novio desde hacía tres años, el músico Jeff Buckley, se ahogó accidentalmente en Memphis y ella sintió "la experiencia traumática de la pérdida. Necesitaba llorar, pero no sabía cómo." Continuó actuando con Those Bastard Souls, una banda que se inició en 1995 por un amigo cercano de la pareja, Dave Shouse de los Grifters. Hicieron un disco titulado Debt & Departure para intentar responder a la muerte de Buckley. A finales de 1997 creó un grupo con el resto de los miembros de la banda de Buckley llamado Black Beetle y prepararon un álbum homónimo que nunca fue lanzado. Este fue el primer proyecto en el que era la autora, así como en que estaba al frente de una banda. Ella comentó que "me encontré cantando y fue aterrador al principio, no sabía nada acerca de los límites de mi voz y no tenía ni idea de las palabras que quería decir. El violín había sido mi voz siempre."
En 1999, Joan se unió a Antony and the Johnsons, inicialmente como violinista, pero, finalmente, como miembro a tiempo completo. Ella contribuyó a su álbum que ganó el Mercury Prize, I Am a Bird Now. Explicó que "fue llamada por otro violinista, pero al final del ensayo era ella la que estaba en la banda." La experiencia fue como "un renacimiento", ya que "estaba rodeada de gente amable y música tranquila, [...] Tenía un espacio para dejarme llevar".

### Joan As Police Woman
Mientras trabajaba con los demás, Wasser comenzó a desarrollar su propio material, del que describió que sonaba "como los viejos discos de Al Green." Se centró en la guitarra y el canto porque "por largo tiempo estaba realmente contenta de tocar el violín, [ ... ] y entonces, de repente, ya no era suficiente." El final de Black Beetle en junio de 2002 trajo el comienzo de su trabajo como artista en solitario y la creación de una nueva banda, Joan As Police Woman. El nombre era una referencia a la serie de TV Police Woman con Angie Dickinson. Wasser encontró inspiración en la actriz porque "ella era muy poderosa, pero sexy al mismo tiempo" en el papel. Ella también prefiere "ese nombre curioso porque, a pesar de que mi música es seria, me gusta reírme de la tragedia". Formó un nuevo trío en Nueva York junto con Ben Perowsky en la batería y Rainy Orteca en el bajo. Perowsky también coprodujo su primer EP en el que también participaron Oren Bloedow, Dave Derby y Erik Sanko. Ella coescribió la canción "Mi Gurl" con Michael Tighe. El grupo auto-editó ese EP homónimo en 2004, ya que Wasser había "decidido hacerlo sin un contrato discográfico porque quería hacer música en mis propios términos." En febrero de 2004, Rufus Wainwright la llamó para unirse a su banda en su gira de aquel año, encargándose de los coros y cuerdas. En la segunda mitad del año, se unió a Joseph Arthur en su gira, como violinista.
En diciembre de 2005, Wasser firma un acuerdo de distribución con Reveal Records, un sello indie Británico, que posteriormente relanzó el EP homónimo de debut, con la adición de una pista. Su álbum completo de debut, Real Life apareció en el Reino Unido el 12 de junio de 2006 y a través de PIAS en Europa y en otros lugares. Después se embarcó en una gira por Europa para presentar el álbum.
El álbum fue lanzado en los Estados Unidos el 12 de junio de 2007 en Cheap Lullaby Récords de Los Ángeles. A principios de 2008, Real Life ganó en la 7.ª Edición de Premios de la Música Independiente el premio al Mejor Álbum de Pop/Rock. El álbum incluye tres sencillos, "Christobel", "El Paseo", y "Llama Eterna", que fue apoyado por un vídeo dirigido por Leah Meyerhoff.
Su segundo álbum, To Survive, fue lanzado en junio de 2008 y contó con Rufus Wainwright en la canción "To América". El título se refiere a la pérdida de la madre de Rufus por un cáncer, en la que se sentía alentado "a hablar de ello, [a] ponerlo en palabras y dejarlo". fue grabado con Rainy Orteca y Parker Kindred, un viejo amigo y baterista de su banda anterior Black Beetle. El álbum se describe como "soul bailable con influencias indie-rock".
Rainy Orteca salió de la banda para seguir sus propios proyectos. Wasser y Kindred fueron acompañados por Timo Ellis en el bajo para la gira del 2008.
Al final de su gira Europea 2009, Wasser regresó a Nueva York para tocar en un show y para el lanzamiento de un nuevo álbum de versiones de canciones titulado Cover.
En 2011 se publicó su tercer álbum, The Deep Field. Que contenía los sencillos "La Magia", "Nervioso" y "Chemmie".
El 10 de marzo de 2014, Joan lanzó su cuarto álbum, The Classic, con el sencillo "Ciudad Santa", con un vídeo filmado por Alex de Campi.
En 2016, Wasser colabora con Benjamin Lazar Davis y lanzan el álbum experimental Let It Be You en el mes de octubre. Fue precedido por el sencillo "Me Partió En Dos". El álbum recibió críticas mixtas, con los DIY observando un "curiosamente desequilibrado álbum", mientras que allmusic.com lo describió como "una colección exuberante canciones llenas de creatividad". El dúo hizo una gira por el Reino Unido para presentar el álbum.

## Colaboraciones
Su currículum incluye actuaciones en directo y trabajo de estudio con Elton John, Lou Reed, Rufus Wainwright, John Cale, Sheryl Crow, Scissor Sisters, Sparklehorse, Dave Gahan, Tanya Donelly, Joseph Arthur, y Fan Modine.
Wasser proporcionó la voz y toca el violín en la canción "Ballad of a Deadman", junto a David Sylvian en Steve Jansen del álbum Slope , que fue lanzado en 2007. Wasser toca el piano, el violín y la guitarra, así como contribuye en las voces en el álbum Broken Record de Lloyd Cole, de 2010.
En 2013 comenzó una banda llamada 2001, con Benjamin Lazar Davis, que publicó su primer sencillo "Me Partió en Dos" en septiembre de 2015.
En 2014 comenzó a trabajar con la banda folk escocesa Lau, en la producción de su álbum The Bell That Never Rang, publicado en mayo de 2015.
En 2015, Joan colabora con la banda inglesa de rock alternativo Placebo en su actuación de la MTV Unplugged. Ella cantó un dueto con el cantante Brian Molko en la canción "Protect Me From What I Want".

## Discografía

### Como Joan as Police Woman

#### Álbumes
- Real Life (12 de junio de 2006 ) 'UK #169
- To Survive (9 de junio de 2008) UK #56
- Cover (limited release 2009)[47]
- The Deep Field (25 de enero de 2011) UK #40
- The Classic (10 de marzo de 2014) UK #44
- Let It Be You (21 de octubre de 2016)
- Damned devotion (2018)
- Joanthology (2019)
- Cover Two (2020) (álbum con versiones de canciones de otros artistas).
- The Solution Is Restless (2021)

#### EPs
- Joan as Police Woman (self-released 2004 – CD; re-released 27 de febrero de 2006 )

#### Sencillos
- "My Gurl" (23 de enero de 2006 – 7")
- "The Ride" (29 de mayo de 2006 – CD and 7")
- "Eternal Flame" – (7 de agosto de 2006 – CD and 7")
- "Christobel" (23 de octubre de 2006 – limited edition CD (1000 copies) and 7")
- "Flushed Chest" (16 de abril de 2007 – limited edition 7" vinyl, digital download)
- "Real Life" (16 de julio de 2007 – limited edition CD (1000 copies)
- "To Be Loved" (2 de junio de 2008 – limited edition 7" vinyl, digital download)
- "Holiday" 22 de septiembre de 2008 – limited edition 7" vinyl, digital download
- "To America" (with Rufus Wainwright) – (1 de diciembre de 2008) – digital download
- "Start of My Heart" – 14 de febrero de 2009 – video single, digital download
- "The Magic" – 18 de enero de 2011
- "Nervous" – 10 de abril de 2011
- "Chemmie" - July, 2011
- "The Classic" - 3 de diciembre de 2013
- "Holy City" - 27 de febrero de 2014

### Recopilaciones
- 2003: Jane Magazine compilation
- 2007: Back to Mine: Guillemots ("The Ride")
- 2008: Mojo Presents The White Album Recovered Vol. 1 ("I Will")
- 2012: Spirit of Talk Talk (Myrrhman)
- 2012: The Separate - Orchestral Variations V.01 (This Night Has Opened My Eyes)[48]